# 15 William
15 William, zunächst als William Beaver House bezeichnet, ist ein 161 m hoher Wolkenkratzer in Lower Manhattan, New York City. Er wurde 2008 eröffnet und war zu dieser Zeit die einzige von Grund auf neuerbaute Wohnanlage im Financial District von Manhattan.

## Beschreibung
Das 47-stöckige, 161 m (528 Fuß) hohe Apartmentgebäude mit 319 Eigentumswohnungen und zwei Gewerbeflächen befindet sich im Financial District an der Ecke William Street und Beaver Street. 15 William wurde von den New Yorker Architekturbüros Tsao & McKown, Ismael Leyva Architects und SLCE Architects entworfen, die Innenarchitektur und öffentliche Bereiche von SPAN Architecture und Allied Works Architecture. Die Bauherren waren die Firmen SDS Investments, Sapir Organization, André Balazs Properties und der CIM Group.
Der Wohnturm hat eine Fassade mit dunkelgrauen und goldfarbenen Backsteinplatten. Staffelungen und andere Komponenten der Gebäudefassade wurden in das Design des Gebäudes integriert, um den Wohnungen viel Licht und eine gute Aussicht in einem dicht bebauten Teil der Stadt zu bieten. Dieses Erscheinungsbild hat ihm den Spitznamen „The Post-It Note Building“ eingebracht. Das Wohngebäude bietet für seine Bewohner ein Fitnesscenter mit Außenterrasse, einen Kräutergarten, einen Squashplatz, ein Yoga-Studio, einen Salzwasser-Innenpool und einen Salzwasser-Whirlpool im Freien, eine Sauna und Dampfbad, ein privates Kino, ein Kinderspielzimmer und einen Kinderspielplatz im Freien sowie eine Dachterrasse.
Die Baupläne wurden 2004 erstellt und mit Baubeginn 2006 veröffentlicht. 2008 wurde der Wohnwolkenkratzer fertiggestellt und 2009 eröffnet.